# Rupertia
Rupertia là một chi thực vật có hoa thuộc họ Fabaceae. Nó thuộc phân họ Faboideae. Chi này có ba loài. Two of the species are quite rare.
- Rupertia hallii
- Rupertia physodes
- Rupertia rigida